# Comuna Kimivka, Berezanka
Kimivka (în ucraineană Кімівка) este o comună în raionul Berezanka, regiunea Mîkolaiiv, Ucraina, formată din satele Iablunea, Kalabatîne, Kimivka (reședința) și Suhodil.

## Demografie
Componența lingvistică a comunei Kimivka
     Ucraineană (89,85%)
     Rusă (7,01%)
     Română (2,54%)
     Alte limbi (0,14%)
Conform recensământului din 2001, majoritatea populației comunei Kimivka era vorbitoare de ucraineană (89,85%), existând în minoritate și vorbitori de rusă (7,01%) și română (2,54%).